# Permutationssymbol
Permutationssymbolen (även kallad antisymmetriska tensorn eller Levi-Civita-tensorn) betecknas vanligen med grekiska bokstaven {\displaystyle \epsilon } och vanligen tre index. Man skriver alltså den normalt så här: {\displaystyle \epsilon _{ijk}} där {\displaystyle i,j,k} åsyftar tensorns index.
Den kan definieras på lite olika sätt, varav ett koncist är i termer av skalär trippelprodukt.
{\displaystyle \epsilon _{ijk}=e_{i}\circ \left(e_{j}\times e_{k}\right)}
där {\displaystyle e_{i},e_{j}} och {\displaystyle e_{k}} är enhetsvektorer i ett inre produktrum.
Ett annat sätt är att man anger hur den ser ut:
Är två (eller fler) index likadana blir den noll, till exempel: {\displaystyle \epsilon _{122}=0}
Är indexen en jämn permutation av 1,2,3 blir den +1, till exempel: {\displaystyle \epsilon _{123}=+1}
Är indexen en udda permutation av 1,2,3 blir den -1, till exempel: {\displaystyle \epsilon _{132}=-1}
Den används för att matematiskt beskriva fysikaliska egenskaper, såsom rotationen hos ett vektorfält. Eftersom rotationen är nära förknippad med den viktiga Stokes sats inser man om inte annat, att antisymmetriska tensorn är användbar i samband med matematisk analys i högre dimensioner.
Antisymmetriska tensorn, och tensorbegreppet över huvud taget, ligger till grund för den matematiska beskrivningen av allmän relativitet. 
Permutationssymbolen har dessa egenskaper
{\displaystyle \epsilon _{ijk}\cdot \epsilon _{lmk}=\delta _{il}\cdot \delta _{jm}-\delta _{im}\cdot \delta _{jl}}
där alla {\displaystyle \delta _{xy}} är Kroneckerdeltan. Denna egenskap är en mycket användbar vid härledning av till exempel vektoridentiteter.
{\displaystyle \sum _{j,k}\epsilon _{ijk}A_{ab\ldots j\ldots k\ldots v}=0}
om tensorn {\displaystyle A_{ab\ldots j\ldots k\ldots v}} är symmetrisk i indexen {\displaystyle j} och {\displaystyle k}. Medan det är ett intuitivt resultat, i ljuset av att de jämna permutationerna är lika många som de udda och därmed är permutationssymbolen positiv/negativ lika många gånger, har det ändå många användningsområden.